# Auxonne
Auxonne é uma comuna francesa na região administrativa da Borgonha-Franco-Condado, no departamento de Côte-d'Or. Estende-se por uma área de 40,6 km². Em 2010 a comuna tinha 7 694 habitantes (densidade: 189,5 hab./km²).